# Костиль

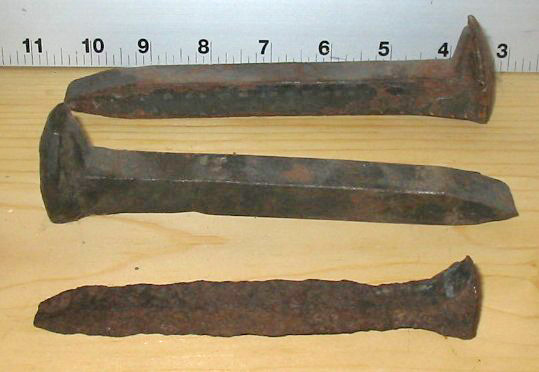
Костилі, зняті з колій

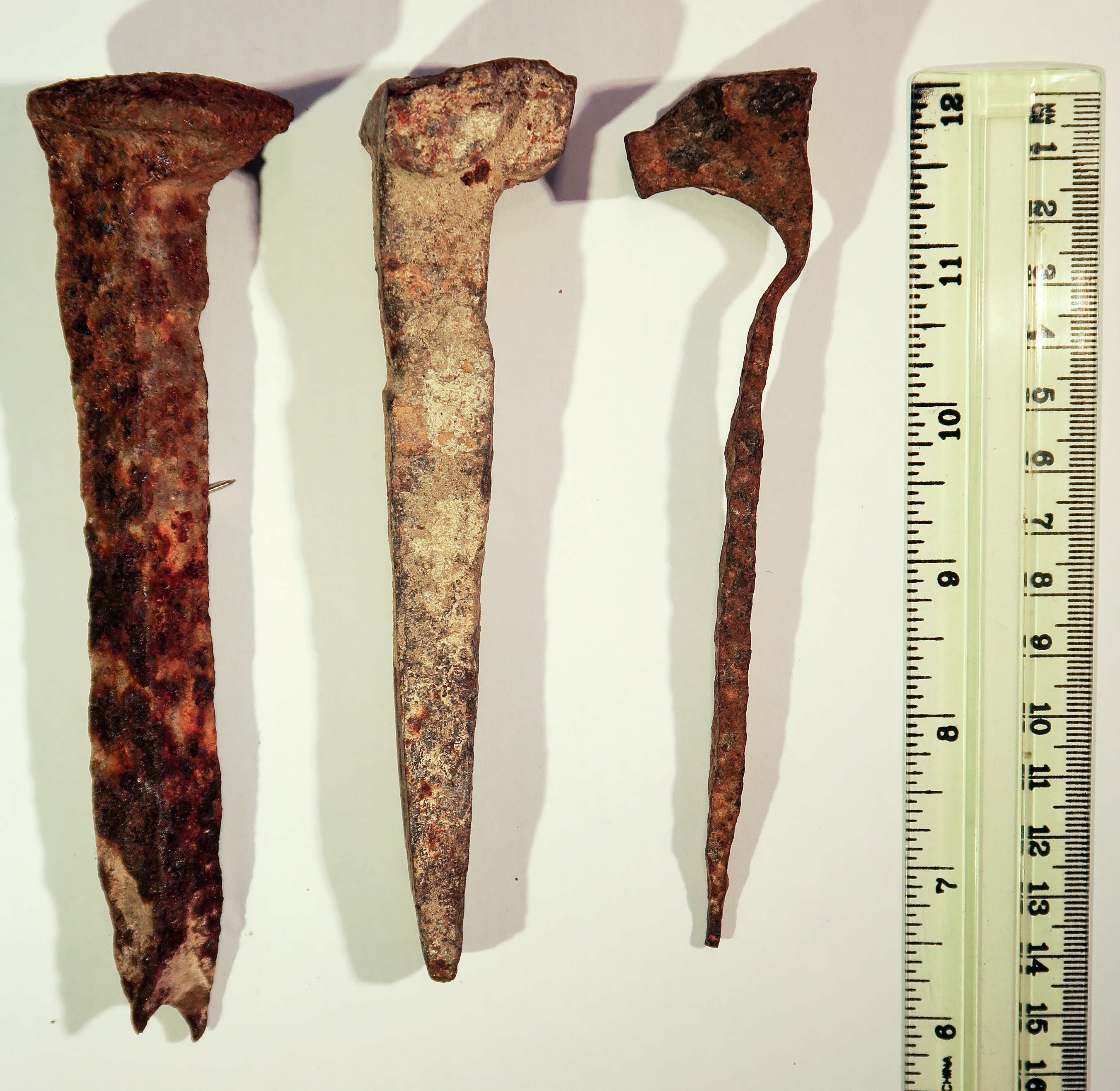
Костилі зі старої колії Ізреельської залізниці, знайдені поблизу Кфар Баруха

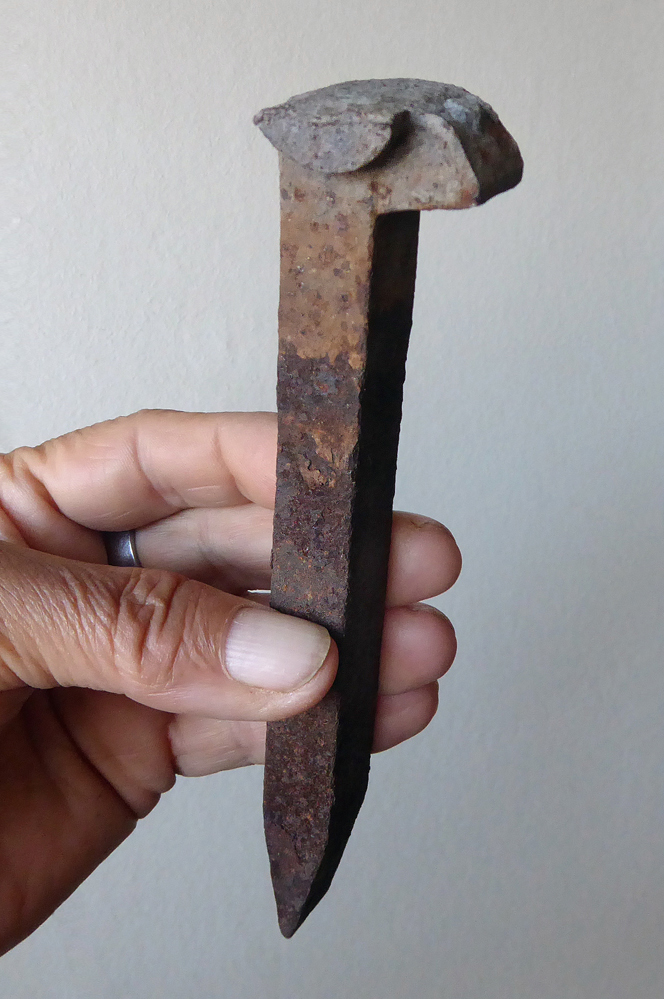
Костиль.

Кости́ль (залізни́чний костиль), заст. бретна́ль — кріпильний виріб, різновид цвяха, що призначений для прикріплення рейок до дерев'яних шпал у залізничному полотні. Має вигляд сталевого стрижня, загостреного з одного кінця і загнутого під прямим кутом з другого.
Слово костиль як технічний термін, очевидно, запозичене з російської, але в значенні «металевий стрижень», «костур», «отвір у полотні пилки для ручки» воно відоме й українським діалектам (від д.-рус. *костыль, утвореного від кость, «кістка»). Застаріле бретналь походить з нім. Brettnagel («дошковий цвях») через посередництво пол. bretnal.

## Застосування
Винахідником залізничного костиля вважається американець Роберт Стівенс, а перше задокументоване використання належить до 1832 року. Поява костилів зобов'язана технічним особливостям в Сполучених Штатах XIX ст.: у той час як на англійських залізницях використовували важкі і дорогі литі опори для рейок однотаврового перерізу, Стівенс придумав двотаврові рейки, які легко було кріпити до шпал загнутим стрижнем. У 1982 році костильне кріплення все ще залишалось звичайним у Північній Америці.
При кріпленні рейок до дерев'яних шпал у залізничному полотні (так званому костильному кріпленні), підошву рейки прикріплюють (притискують) до шпал гаком костиля. Між гаком костиля і рейкою зазвичай вставляють еластичну прокладку і жорстку металеву підкладку, що має отвори для забивання костилів. Костиль залізничний забивають вручну або спеціальними машинами в шпалу. Так, в Росії, країнах СНД, використовують костилі, що відповідають стандарту ГОСТ 5812-82. Згідно з цим стандартом, костилі повинні мати такі основні характеристики: Розміри — від 165 до 280 мм, вага — від 0,378 до 0,609 кг.

## Стандарти
Костилі залізничні повинні відповідати ГОСТ 5812-82.
Матеріал з якого виготовлені такі костилі — сталь марки Ст4 або СтЗ за ГОСТ 380-94

### Холодний клімат
Для районів з холодним кліматом костилі слід виготовляти у виконанні ХЛ за ГОСТ 15150-69 з спокійних сталей зазначених марок.

## Інше значення
Костилем також називають пристосування для опертя в деяких машинах, механізмах (костиль шасі, костиль мотоцикла чи велосипеда).